# 1602 en France
Chronologie de la France
- 1598
- 1599
- 1600
- 1601
- 1602
- 1603
- 1604
- 1605
- 1606

## Événements
- 26 janvier : Rosny devient capitaine du château de la Bastille[1].
- 29-31 janvier : le traité de Soleure renouvelle l’alliance avec la Suisse[2].

- 25 février : prédication de François de Sales au Louvre devant la cour[3].
- 26 février : Rosny devient conseiller d’honneur au parlement de Paris[4].

- Mars : l’homme de confiance du maréchal de Biron, Jacques de La Fin, dénonce à Fontainebleau la conspiration de son maître. Biron, vieux compagnon du roi, gouverneur de Bourgogne, complote avec l’Espagne (Fuentes, gouverneur du Milanais) et la Savoie. Ils envisagent de détacher de la France les provinces lotharingiennes. Dénoncé, Biron est arrêté, ainsi que le comte d’Auvergne (14 juin), mais refuse d’avouer et est exécuté le 31 juillet[5].

- 20 avril : émeute contre l’établissement de la taxe du sol pour livre, ou pancarte, à Limoges[6].

- 7 juin : le Parlement de Parie enregistre l’édit donné à Blois en avril contre le duel[7].
- 14 juin : arrestation du maréchal de Biron pour trahison[5].

- 15 juillet : Rosny achète la baronnie de Sully[8].
- 20 juillet : création du Conseil du commerce pour favoriser les manufactures et le commerce. Le 15 novembre, l’économiste mercantiliste Barthélemy de Laffemas est nommé contrôleur général du commerce[9].
- 31 juillet : le maréchal de Biron est condamné à mort et décapité[2].

- 2 septembre : édit de Monceau[10] ; septième réforme monétaire (dévaluation de 7,65 %). Rétablissement de la distinction entre monnaie réelle et monnaie de compte, ce qui permet de reprendre la frappe dans tout le royaume.
- 13 septembre : l’évêque de Paris autorise les Frères de la Charité à s'établir dans la capitale. Ils ouvrent l’Hôpital de la Charité de Paris[11].
- 18-27 septembre : crue historique de la Saône à Mâcon et à Lyon durant l’équinoxe automnal[12].
- 27 septembre : exécution à Paris du brigand breton la Fontenelle, condamné à mort pour haute trahison[13].
- 29 septembre : Angélique Arnauld devient abbesse de Port-Royal des Champs à l’âge de 11 ans[14].

- 10 novembre : édit supprimant l’imposition du sol pour livre ou pancarte[2]. À Paris, le droit d’entrée sur les vins est porté de 10 à 30 sols. Mesures financières : diminution de la taille, augmentation de la ferme des gabelles[15].
- 12 novembre : Sully devient surintendant des bâtiments[1].
- 18 novembre : le roi met en demeure par lettre le duc de Bouillon de se justifier pour sa participation au complot de Biron. Bouillon préfère fuir et s’exile à Heidelberg dans le Palatinat. Il se soumet après l’intervention du roi à Sedan en 1606[16].

## Naissances en 1602
- 14 juillet : Jules Mazarin à Pescina.

## Décès en 1602
- 31 juillet : Charles de Gontaut-Biron, maréchal de France.